# Карпов Дмитро Васильович
Дмитро Васильович Карпов (нар. 23 липня 1981, Караганда, Казахська РСР) — казахський легкоатлет, що спеціалізується на десятиборстві, бронзовий призер Олімпійських ігор 2004 року, призер чемпіонатів світу, чемпіон Азії та Азійських ігор.

## Біографія
Дмитро Карпов народився 23 липня 1981 року в місті Караганда. Легкою атлетикою почав займатися з п'ятнадцяти років. 
Карпов участь у юнацьких змаганнях, але завойовувати медалі йому не вдавалося. Перший великий успіх прийшов до спортсмена у 2003 році. Спершу він виграв Гран-прі Італії з результатом 8253, встановивши новий рекорд Казахстану та Азії. На чемпіонаті світу в Парижі покращив цей результат більш ніж на сто очок (8374 очка), ставши бронзовим призером змагань. Наступного року поїхав на Олімпійські ігри в Афіни. Там виграв бронзову медаль, побивши свій же рекорд Казахстану та Азії (8725 очок). За це досягнення був нагороджений медаллю «За трудову відзнаку».
На чемпіонаті світу 2005 року Карпов був дискваліфікований у першому виді десятиборства (біг на 100 метрів). Наступного року вперше в кар'єрі виграв Азійські ігри, а у 2007 році знову зумів стати бронзовим призером чемпіонату світу. На Олімпійські ігри 2008 року їхав у статусі одного з претендентів на медалі, але знявся після першого виду. Після цього результати Карпова пішли дещо на спад. Йому вдавалося перемагати на чемпіонатах Азії та Азійських іграх, але на чемпіонатах світу спортсмен виступав не вдало, двічі посівши 21-ше місце. Поїхав на Олімпійські ігри 2012 року, де став 18-тим. Після цього ще продовжував виступати ще до 2015 року.
Карпов має дві вищі освіти (тренерську та юридичну). Його дружина Ірина Карпова також легкоатлетка, займалася багатоборством. Має двох дітей.

## Кар'єра
| Рік                   | Змагання                      | Місто                   | Місце                 | Дисципліна            | Примітки              |
| Представник Казахстан | Представник Казахстан         | Представник Казахстан   | Представник Казахстан | Представник Казахстан | Представник Казахстан |
| --------------------- | ----------------------------- | ----------------------- | --------------------- | --------------------- | --------------------- |
| 1999                  | Чемпіонат Азії серед юніорів  | Сінгапур                | 4                     | десятиборство         | 6714                  |
| 2000                  | Чемпіонат світу серед юніорів | Сантьяго, Чилі          | 4                     | десятиборство         | 7366                  |
| 2001                  | Східні Азійські ігри          | Осака, Японія           | 1                     | десятиборство         | 7567                  |
| 2002                  | Чемпіонат Азії                | Коломбо, Шрі-Ланка      | 5                     | 110 м з бар'єрами     | 14.47 с               |
| 2002                  | Чемпіонат Азії                | Коломбо, Шрі-Ланка      | 8                     | стрибки у довжину     | 7.70 м                |
| 2002                  | Азійські ігри                 | Пусан, Південна Корея   | 2                     | десятиборство         | 7995                  |
| 2003                  | Чемпіонат світу               | Париж, Франція          | 3                     | десятиборство         | 8374                  |
| 2004                  | Чемпіонат світу в приміщенні  | Будапешт, Угорщина      | 4                     | семиборство           | 6155                  |
| 2004                  | Олімпійські ігри              | Афіни, Греція           | 3                     | десятиборство         | 8725                  |
| 2005                  | Чемпіонат світу               | Гельсінкі, Фінляндія    | –                     | десятиборство         | DNF                   |
| 2006                  | Азійські ігри                 | Доха, Катар             | 1                     | десятиборство         | 8384                  |
| 2007                  | Чемпіонат світу               | Осака, Японія           | 3                     | десятиборство         | 8565                  |
| 2008                  | Чемпіонат світу в приміщенні  | Валенсія, Іспанія       | 3                     | семиборство           | 6131                  |
| 2008                  | Олімпійські ігри              | Пекін, Китай            | –                     | десятиборство         | DNF                   |
| 2009                  | Азійські ігри в приміщенні    | Ханой, В'єтнам          | 2                     | семиборство           | 5691                  |
| 2009                  | Чемпіонат світу               | Берлін, Німеччина       | 21                    | десятиборство         | 7952                  |
| 2010                  | Азійські ігри                 | Гуанчжоу, Китай         | 1                     | десятиборство         | 8026                  |
| 2011                  | Чемпіонат світу               | Тегу, Південна Корея    | 21                    | десятиборство         | 7550                  |
| 2012                  | Чемпіонат Азії в приміщенні   | Ханчжоу, Китай          | 1                     | семиборство           | 5928                  |
| 2012                  | Олімпійські ігри              | Лондон, Велика Британія | 18                    | десятиборство         | 7926                  |
| 2013                  | Чемпіонат Азії                | Пуне, Індія             | 1                     | десятиборство         | 8037                  |
| 2013                  | Чемпіонат світу               | Москва, Росія           | –                     | десятиборство         | DNF                   |
| 2014                  | Чемпіонат Азії в приміщенні   | Ханчжоу, Китай          | 1                     | семиборство           | 5752                  |
| 2014                  | Азійські ігри                 | Інчхон, Південна Корея  | 4                     | десятиборство         | 7749                  |

## Особисті рекорди
| Десятиборство - біг на 100 метрів – 10.50 (2004) - біг на 200 метрів – 21.65 (2003) - біг на 400 метрів – 46.81 (2004) - біг на 1500 метрів – 4:32.34 (2006) - біг з бар'єрами на 110 метрів – 13.93 (2002) - стрибки у висоту – 2.12 (2003) - стрибки з жердиною – 5.30 (2008) - стрибки у довжину – 8.05 (2002) - штовхання ядра – 16.95 (2010) - метання диска – 52.80 (2004) - метання списа – 60.31 (2006) - Десятиборство – 8725 (2004) | Семиборство - біг на 60 метрів – 7.04 (2004) - біг на 1000 метрів – 2:42.34 (2004) - біг з бар'єрами на 600 метрів – 7.79 (2003) - стрибки у висоту – 2.11 (2002) - стрибки з жердиною – 5.20 (2008) - стрибки у довжину – 7.99 (2004) - штовхання ядра – 16.26 (2012) - Семиборство – 6229 (2008) |